# Lobogeniates pilicrus
Lobogeniates pilicrus är en skalbaggsart som beskrevs av Ohaus 1931. Lobogeniates pilicrus ingår i släktet Lobogeniates och familjen Rutelidae. Inga underarter finns listade i Catalogue of Life.